# نرولیدول
نرولیدول (به انگلیسی: Nerolidol) با فرمول شیمیایی C۱۵H۲۶O یک ترکیب شیمیایی است. که جرم مولی آن ۲۲۲٫۳۷ g/mol می‌باشد. 